# 2010년 목성 충돌사건
2010년 목성 충돌사건은 2010년 6월 3일 목성에서 발생한 화구 충돌 사건으로, 충돌한 천체는 소행성, 혜성, 센타우루스군, 사혜성 중 하나로 추정된다.

## 관측
2010년 목성 충돌사건은 2009년 목성 충돌사건을 처음 관측하였던 아마추어 천문학자 안토니 웨슬리가 2010년 6월 3일 최초로 촬영 및 보고하였고, 이후 필리핀의 크리스토퍼 고가 동영상을 공개하였다.
섬광의 지속 시간은 약 2초가량으로, 적도에서 50도가량 밑 지점에서 발생하였다. 충돌한 천체의 크기는 8 ~ 13 m 정도로, 질량은 500 ~ 2,000 톤가량으로 추정된다. 목성은 이러한 충돌이 평균적으로 매해 발생하는 것으로 예상되고 있다.
2010년 8월 20일 목성에서 다시 섬광이 관측되었으며, 현재까지 최소 2명이 이 사건을 관측했다고 알려져 있다.

## 다른 충돌 사건

### 1994년
1994년 7월 슈메이커-레비 9 혜성이 분해되며 목성과 충돌하였다.

### 2009년

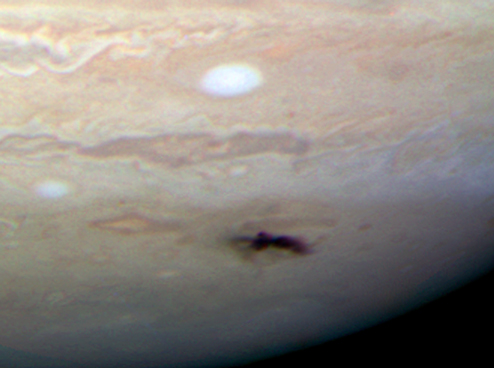
2009년 7월 23일 허블 우주 망원경이 촬영한 사진으로, 8,000 km 길이의 화구가 보인다.

2009년 7월 19일 목성에 충돌 사건이 발생하여 대기권에 검은 점을 남겼다. 2009년 목성 충돌사건을 처음 보고한 사람은 2010년 충돌사건과 똑같이 안토니 웨슬리였다. 허블 우주 망원경을 사용하여 연구한 결과, 충돌한 천체의 지름은 500 m가량임이 밝혀졌다.

### 2012년
2012년 9월 10일 아마추어 천문학자 단 피터슨이 1 ~ 2초가량 목성에서 발생한 화구를 기록하였다. 조지 홀은 목성을 웹캠으로 녹화한 결과를 확인하다가 충돌이 일어나는 4초가량의 영상을 발견해 공개하였다. 충돌이 일어난 위치는 경도 345도, 위도 +2도였다. 충돌한 천체의 크기는 10 m 미만으로 추정하고 있다. 2012년 충돌은 전체적으로 2010년 충돌과 비슷하였다.

### 2016년
2016년 3월 17일 오스트레일리아 아마추어 천문학자 게릿 게른바우어가 충돌 화구를 발견하였고, 다른 아마추어 천문학자 존 맥키언의 관측 보고로 확인되었다.